# Weesp
Weesp é um distrito semi-autônomo (stadsdeel em Neerlandês) da cidade de Amsterdão ao qual foi incorporado em Março de 2022. Até então era considerado um município autônomo dos Países Baixos localizado na província da Holanda do Norte.